# Glenn Kwidama
Glenn Kwidama (Willemstad, 31 juli 1962) is een voormalig voetballer afkomstig van Curaçao die als aanvaller speelde. 

## Biografie
Kwidama speelde voor Sithoc en deed tevens aan honkbal. In 1980 kwam hij voor het eerst uit tegen Feyenoord als gastspeler bij Jong Holland dat op Curaçao oefende tegen de stadionclub. In 1983 was hij op proef bij Nacional de Montevideo in Uruguay. Kwidama kwam veelvuldig uit voor het Nederlands Antilliaans voetbalelftal dat tussen 1983 en 1985 onder leiding stond van Rob Groener. In de zomer van 1985 speelde Feyenoord een oefentoernooi op Curaçao en verloor daar verrassend met 2-0 van UNDEBA. Gastspelers Kwidama en Sixto Rovina vielen daarbij op en werden uitgenodigd voor een oefenstage in Rotterdam. Het duo brak daarvoor een stage bij het Mexicaanse Club León af. 
Na een maand kreeg Kwidama een contract voor een jaar en gold dat eerste jaar als buitenlandse speler (waarvan er destijds maar twee tegelijk opgesteld mochten worden). Rovina werd mede daardoor afgetest. Kwidama speelde enkele competitiewedstrijden voor Feyenoord waarin hij niet wist te overtuigen. Hij raakte al snel op de training geblesseerd en moest een knieoperatie ondergaan. Feyenoord wilde de speler begin 1986 laten afkeuren maar Kwidama wilde zijn contract uitdienen. Hij keerde medio 1986 terug naar Curaçao en speelde daar wederom voor Sithoc.
Later keerde Kwidama terug naar Nederland waar hij als amateur voor Zwolsche Boys speelde en, na een baan in de productie, lang conciërge was op een middelbare school.